# Cadeau du ciel
Pour plus de détails, voir Fiche technique et Distribution.
Cadeau du ciel (hébreu : מתנה משמיים, Matana MiShamayim) est un film franco-israélien réalisé par Dover Kosashvili, sorti en 2003. Comme pour deux autres films réalisés par Kosashvili, Mariage tardif (2001) et Im hukim (1998), les dialogues dans ce film sont en partie en la langue judéo-géorgien et en partie en hébreu.

## Synopsis
Vaja, bagagiste, s'emploie à préparer un vol de diamant. Mais l'organisation dépend étroitement des relations tourmentées de son entourage : un père dominateur, un frère joueur, un ami volage… Chacun court après ses préoccupations du moment.

## Fiche technique
- Titre : Cadeau du ciel
- Titre original : Matana MiShamayim
- Titre anglais : Gift from Above
- Réalisation : Dover Kosashvili
- Scénario : Dover Kosashvili
- Production : Marek Rozenbaum
- Musique : Iosif Bardanashvili
- Photographie : Laurent Dailland
- Montage : Yael Perlov
- Décors : Avi Fahima
- Costumes : Maya Barsky
- Pays d'origine :  Israël,  France

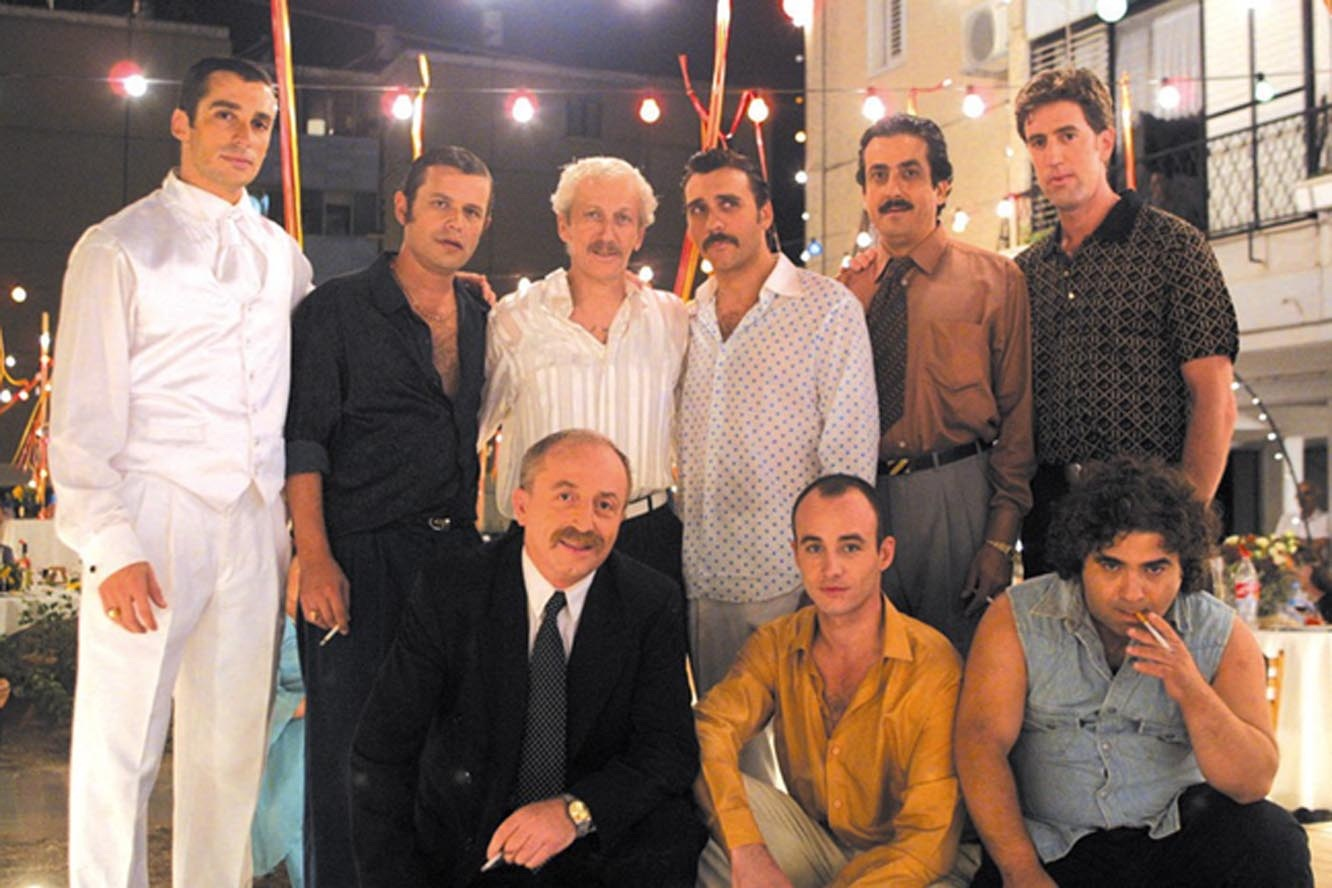
Équipe du film.

- Format : couleurs - 1,85:1 - Dolby Digital - 35 mm
- Genre : comédie
- Durée : 108 minutes
- Date de sortie : 18 décembre 2003

## Distribution
- Yuval Segal : Vaja
- Rami Heuberger : Baho
- Moni Moshonov : Giorgi
- Lior Ashkenazi : Otary
- Ania Bukstein : Marina, la fille de Fira
- Orit Cher : Tziala
- Becky Griffin : Keto
- Dover Kosashvili : Jemali
- Anastasia Kovelenko : Phira
- Irit Nathan Benedek : Lamara
- Alon Neuman : Razo
- Menashe Noy : Pontchika
- Yael Pearl : Tamirko
- Hen Koren : Zaza
- Michael Warshaviak : Hortoutcha